# Juristische Schulung
Die Juristische Schulung (JuS) ist eine Fachzeitschrift, die seit 1961 monatlich im Verlag C. H. Beck erscheint.
Die Juristische Schulung ist eine Ausbildungszeitschrift, die eine Druckauflage von etwa 11.000 Exemplaren (2021) erreicht. Thematisch werden alle Themen im Bereich der Rechtswissenschaft und den übrigen Grundlagenwissenschaften sowie zur Kanzleiführung tangiert.
Aus den Beiträgen für die JuS hat sich die JuS-Schriftenreihe entwickelt. In dieser Schriftenreihe erscheinen Lehrbücher zu rechtswissenschaftlichen Themen. Zu den Autoren gehören u. a. Günter Jerouschek, Jürgen-Peter Graf, Uwe Murmann und Michael Schlitt.
Die Redaktion hat ihren Sitz in Frankfurt am Main, Verlagsort ist München.
Die Herausgeber sind Richterin am BVerwG Sigrid Emmenegger, Mitglied des BayVerfGH Stephan Lorenz, Präsidentin des OLG Celle Stefanie Otte, Thomas Rönnau sowie der ehemalige Präsident des BVerfG Andreas Voßkuhle. Vormals war der Präsident des Landgerichts Passau a. D. Michael Huber Mitherausgeber. Die erste Schriftleitung lag bei Gerhard Lüke und den Rechtsanwälten Heinrich Götz und Helmut Michel, ansässig in Frankfurt am Main.